# Bröstsmärta
För smärta i bröstvävnaden, se mastodyni
Bröstsmärta är smärta i bröstkorgens skelettmuskler, skelett, nerver, leder eller inre organ. Smärtan kan uppkomma akut, vara långvarig eller komma i skov, vara molande, kvivskarp, tryckande eller upplevas som ett obehag. Det ett symtom på en fysisk eller psykisk sjukdom eller olägenhet. Om bröstsmärtan varar längre än 15 minuter räknas det som ett akut vårdfall, antingen ensamt eller tillsammans med svimning eller yrsel, andfåddhet, palpitationer eller oregelbundna hjärtslag, illamående, eller kallsvett.
Smärta i bröstkorgen kan vara relaterad till fysisk eller psykisk ansträngning eller till vila. Den kan vara relaterad till andning. Bröstsmärtan kan vara förenad med smärta på andra ställen i kroppen (så kallad refererad smärta), och ofta med andra symtom.
I bröstet finns förutom skelett och skelettmuskler flera inre organ som kan orsaka smärtan: hjärt- och kärlsystemet, brässen, lungor, övre mag- och tarmkanalen, matstrupen, mjälte, levern, gallan. Smärtor i inre organ kan kännas i bröstet, eller upplevas som ryggsmärta. Orsaker kan vara infektioner, inflammationer, tumörer, cystor, bråck, stenos, konkrement, blodpropp, neuralgi, fraktur, dislokation, muskelbristning, ruptur, hematom, emfysem, och förslitningsskador.
Det finns många orsaker till bröstsmärta som inte är akut farliga. Vid fysisk överansträngning kan man få träningsvärk i bröstmusklerna (torakal muskelsmärta), som kan upplevas som en smärta inne i bröstet, liksom muskelinflammationer i området ifråga kan göra. Flera psykiska tillstånd kan ge bröstsmärta, såsom panikångest, somatoform autonom dysfunktion, depression, eller stress (som kan göra att man spänner sig). Andra vanliga orsaker är sjukdomar i mag- och tarmkanalen (såsom magsår, gallsten, gaser i magen), lungsjukdomar (såsom lunginflammation eller lungemboli), eller vissa neurologiska sjukdomar.
Bröstsmärta kan också bero på en hjärt- och kärlsjukdom. Såväl akut hjärtinfarkt, som akut aortaaneurysm, angina pectoris, myokardit och flera andra tillstånd i hjärtat och kärlsystemet kan ge dessa smärtor. Smärta som härrör från hjärtat kallas kardialgi.
Pleuristisk bröstsmärta kallas tillståndet att det gör ont att andas eller att i övrigt använda lungkapaciteten (t.ex. att tala eller hosta). Detta kan uppstå vid pleurit (en lungsäcksinflammation) då smärtan kan liknas vid ett skott. Symtomet förekommer också vid lungemboli då smärtan uppkommer hastigt och tillsammans med dyspné och hypoxi. Smärta vid hjärttrakten vid andning är hos barn och unga (och ibland vuxna) ett vanligt symtom på precordial catch syndrome, en ofarlig muskuloskeletal åkomma.
Bröstsmärta som beror på inre organ som hjärta och lungor (exempelvis hjärtinfarkt), kan upplevas som bland annat ryggsmärta och nacksmärta.